# Festival Bell
Festival Bell — студийный альбом электрик-фолк группы Fairport Convention, вышедший в 2011 году.

## Об альбоме
Название альбому дал колокол церкви Святой Марии в селе Кропреди графства Оксфордшир (он же изображен на обложке). Альбом был выпущен четыре года спустя после предыдущей студийной работы фолк-ветеранов, «Sense of Occasion».
Альбом содержит 14 записей, четыре из которых являются кавер-версиями более ранних песен, в том числе и заглавной с альбома «Rising for the Moon» 1975 года.

## Список композиций
1. «Mercy Bay»
2. «Rui’s Guitar»
3. «Danny Jack’s Chase»
4. «Reunion Hill»
5. «Wouldn’t Say No»
6. «Around the Wild Cape Horn»
7. «Celtic Moon»
8. «Ukulele Central»
9. «Albert and Ted»
10. «Darkside Wood»
11. «London Apprentice» / «Johnny Ginears»
12. «Rising for the Moon»
13. «Danny Jack’s Reward»
14. «The Festival Bell»